# Сан Марино на Светском првенству у атлетици на отвореном 2011.
Сан Марино је на 13. Светском првенству у атлетици на отвореном 2011. одржаном у Тегу од 27. августа-4. септембра учествовао тринаести пут, односно учествовао је на свим првенствима до данас. Репрезентацију Сан Марина представљало је двоје такмичара (1 мушкарац и 1 жена) у трци на 100 метара. , 
На овом првенству Сан Марино није освојио ниједну медаљу, нити је оборен иједан рекорд (национални, лични, сезоне).

## Учесници
| Мушкарци: - Федерико Горијери — 100 м | Жене: - Мартина Претели — 100 м |  |

## Резултати

### Мушкарци
| Атлетичар         | Дисциплина | Лични рекорд | Квалификације | Квалификације | Група                | Група                | Полуфинале           | Полуфинале           | Финале               | Финале       | Детаљи |
| Атлетичар         | Дисциплина | Лични рекорд | Резултат      | Место         | Резултат             | Место                | Резултат             | Место                | Резултат             | Место        | Детаљи |
| ----------------- | ---------- | ------------ | ------------- | ------------- | -------------------- | -------------------- | -------------------- | -------------------- | -------------------- | ------------ | ------ |
| Федерико Горијери | 100 м      | 10,99        | 11,42         | 6. у гр 4     | Није се квалификовао | Није се квалификовао | Није се квалификовао | Није се квалификовао | Није се квалификовао | 62 / 71 (75) |        |

### Жене
| Атлетичарка     | Дисциплина | Лични рекорд         | Квалификације | Квалификације | Група    | Група     | Полуфинале            | Полуфинале            | Финале                | Финале       | Детаљи |
| Атлетичарка     | Дисциплина | Лични рекорд         | Резултат      | Место         | Резултат | Место     | Резултат              | Место                 | Резултат              | Место        | Детаљи |
| --------------- | ---------- | -------------------- | ------------- | ------------- | -------- | --------- | --------------------- | --------------------- | --------------------- | ------------ | ------ |
| Мартина Претели | 100 м      | 12,02 (+1,8 м/с)) НР | 12,47 КВ      | 3. у гр 5     | 12,28    | 7. у гр 6 | Није се квалификовала | Није се квалификовала | Није се квалификовала | 46 / 71 (73) |        |